# آندرئا اهریت-وانک
 آندرئا اهریت-وانک (انگلیسی: Andreea Ehritt-Vanc؛ زادهٔ ۶ اکتبر ۱۹۷۳) یک تنیس‌باز اهل رومانی است.